# Phyllomedusa boliviana
Espèce
Synonymes
- Phyllomedusa pailona Shreve, 1959

Statut de conservation UICN

 LC  : Préoccupation mineure
Phyllomedusa boliviana est une espèce d'amphibiens de la famille des Phyllomedusidae.

## Répartition

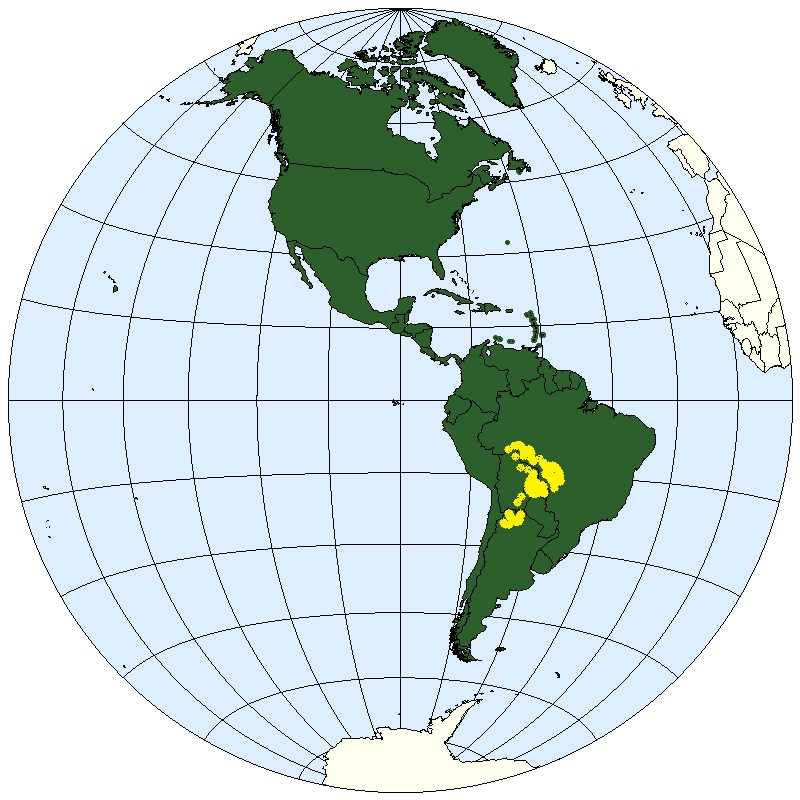
Phyllomedusa boliviana

Cette espèce se rencontre entre 200 et 1 800 m d'altitude :
- en Bolivie sur le versant sec amazonien de la cordillère des Andes et dans les plaines de l'Est du département de Santa Cruz ;
- dans le nord de l'Argentine dans les provinces de Salta et de Jujuy ;
- au Brésil au Mato Grosso et au Rondônia.

Sa présence est incertaine au Paraguay.

## Étymologie
Son nom d'espèce lui a été donné en référence au lieu de sa découverte, la Bolivie.

## Publication originale
- Boulenger, 1902 : Descriptions of new Batrachians and Reptiles from the Andes of Peru and Bolivia. Annals and Magazine of Natural History, sér. 7, vol. 10, p. 394-402 (texte intégral).